# Западнобрабантский диалект
Западнобрабантский диалект (нидерл. West-Brabants) — диалект нижненемецкого языка, принадлежащий к брабантским диалектам. Распространён в Нидерландах в провинции Северный Брабант и на севере Бельгии около Антверпена, где имеет собственные городские варианты: антверпенский, бреданский и другие.
«Западнобрабантский» — термин немецкой диалектологии (нем. Westbrabantisch). В нидерландской языковедческой традиции диалект принято называть северо-западным брабантским (нидерл. Noordwest-Brabants).